# Jonas Apelblad
Jonas Apelblad (* 1717 in Vadstena; † 17. Februar 1786 in Åkerby) war ein schwedischer Reiseschriftsteller.

## Leben
Jonas Apelblad wurde 1749 in Uppsala zum Doktor der Philosophie promoviert und arbeitete als Dozent. Er unternahm Reisen durch Deutschland und veröffentlichte 1757 die Resebeskrifning öfver Pommern och Brandenburg und 1759 Resebeskrifning öfver Sachsen.
1762 wurde Apelblad Berater von Prinz Karl, dem späteren Karl XIII. von Schweden. 1766 wurde er als af Apelblad in den Adelsstand erhoben.
Apelblad war verheiratet mit Anna Elisabeth Martineau.